# Macrostylophora liae
Macrostylophora liae är en loppart som först beskrevs av Wang Dwenching 1957.  Macrostylophora liae ingår i släktet Macrostylophora och familjen fågelloppor. Inga underarter finns listade i Catalogue of Life.